# Opanara fosbergi
Opanara fosbergi é uma espécie de gastrópode da família Charopidae.
É endémica de Polinésia Francesa.